# Саккольская кирха
Саккольская кирха — лютеранская церковь прихода Саккола, существовавшая с 1616 по 1941 годы.
Первое упоминание о лютеранской церкви в Сакколе относятся к 1616 году — уже тогда существовала первая построенная церковь.
К 1674 году здание обветшало, и была построена вторая церковь на холме Кирккомяки, на развилке дорог на Саапру (ныне Яблоновка) и Хапарайнен (ныне Портовое). Все последующие кирхи были построены на этом месте. Вторая кирха простояла около ста лет и сгорела от удара молнии.
Третья кирха была открыта в 1772 году, но также сгорела от удара молнии во время сильной грозы в августе 1776 года. Четвёртое здание кирхи было построено в период 1779—1781 годов строительным мастером Туомасом Суйкканеном. Это было просторное деревянное крестообразное здание, покрашенное снаружи в красный цвет, а внутри в белый. Последний капитальный ремонт кирхи был проведён в 1911—1913 годах — была заменена кровля (вместо дранки уложена цементная черепица), обновлена система отопления (тепло стало подаваться через решётки в полу), проведены косметические работы, в том числе и колокольни, находящейся через дорогу на возвышенности.
В 1921 году на территории кирхи и кладбища был установлен памятник погибшим в период Гражданской войны в Финляндии.
Во время Советско-Финляндской войны здание кирхи не пострадало, несмотря на близость фронта, который проходил по озеру Сувантоярви. В соответствии с Московским мирным договором от 12 марта 1940 года кирха оказалась на территории СССР. Она сгорела в августе 1941 года при отступлении советских войск в ходе Великой Отечественной войны. Вернувшиеся финские власти в 1942—1944 годах, предпринимая усилия по постройке новой церкви, выбрали проект. Но в результате наступления Красной Армии в июне 1944 года на Карельском перешейке, завершившегося Московским перемирием, финское население снова было эвакуировано.
В советское время надгробные плиты, памятник с церковного кладбища и каменный забор были разобраны на строительные материалы.
После распада СССР, в 1993 году на ступенях южного входа в кирху был установлен памятный знак, а в 1998 году восстановлен памятник погибшим в Гражданской войне 1918 года. В мае 2019 года были подняты столбы, на которые крепились церковные ворота, а территория вокруг фундамента кирхи обнесена белым деревянным забором.
В 2020 году НП «Лосевский курорт» включило территорию кирхи и мемориального парка в туристский маршрут «Из Громово в Саккола», разработанный для туристского путеводителя по Приозерскому району Ленинградской области, около кирхи была установлена информационная табличка. Проект финансировался комитетом Ленинградской области по туризму.
В летнее время место кирхи приезжают бывшие жители деревни и их потомки, живущие в Финляндии; заезжают и туристы.

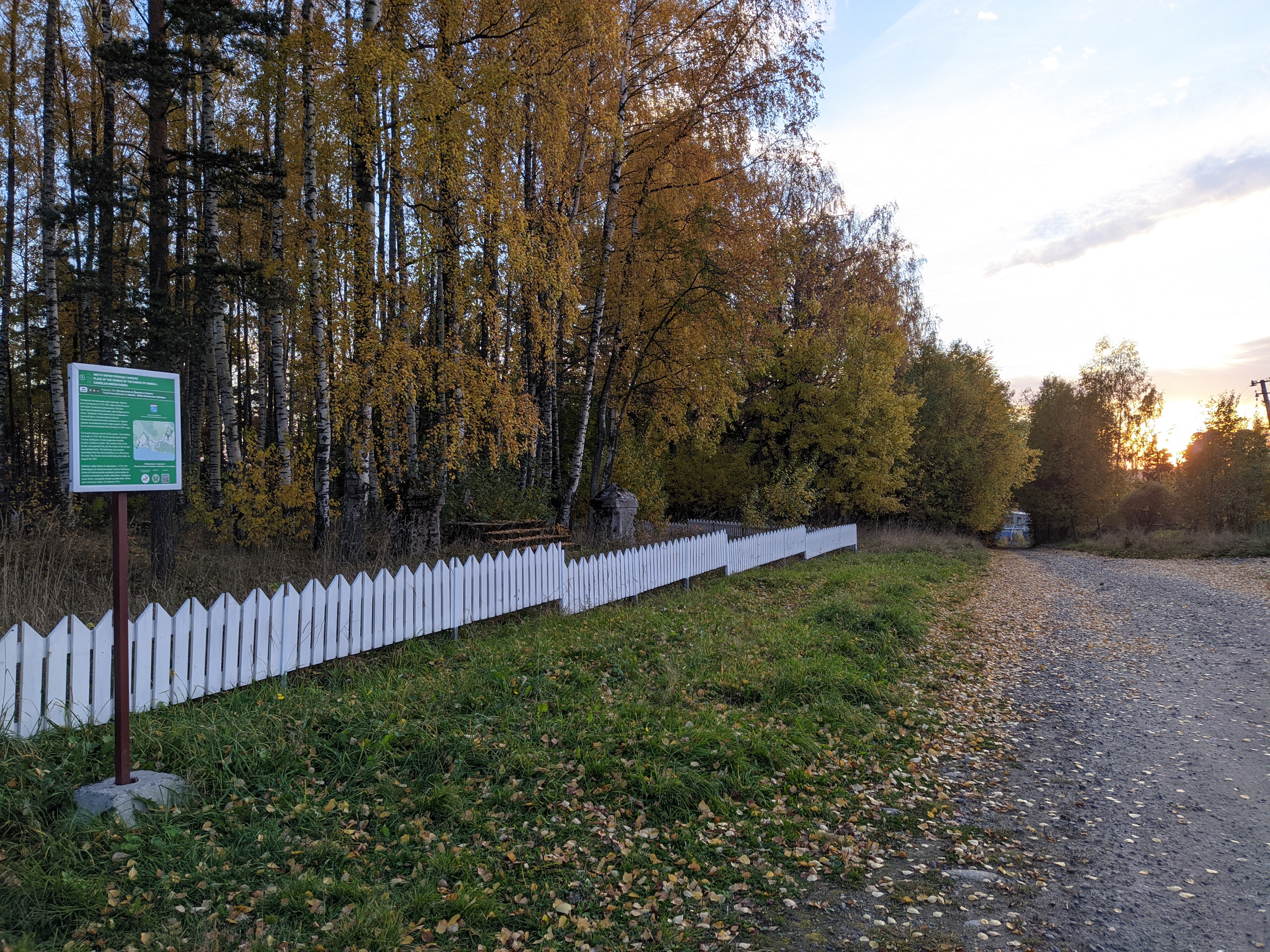
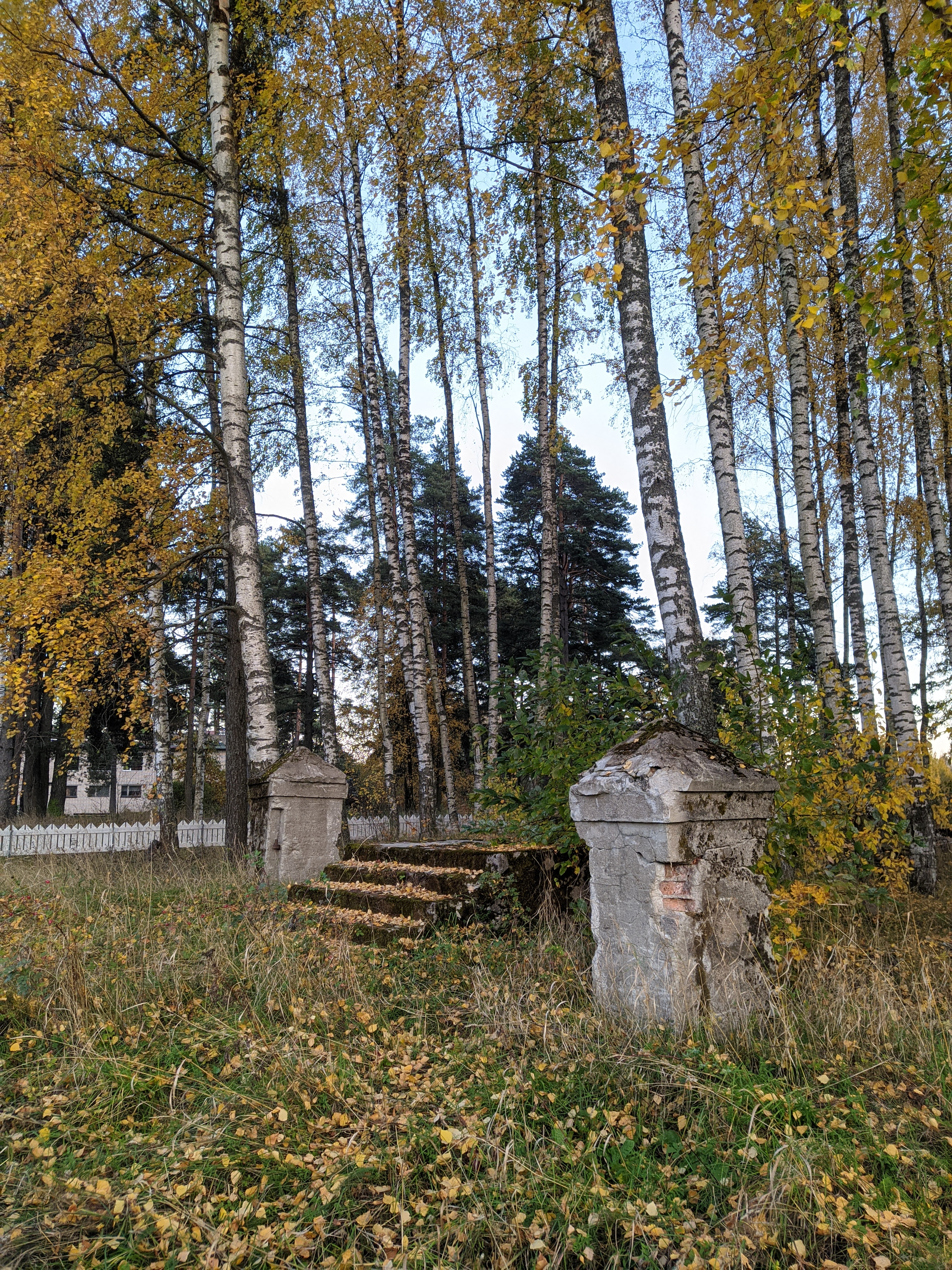
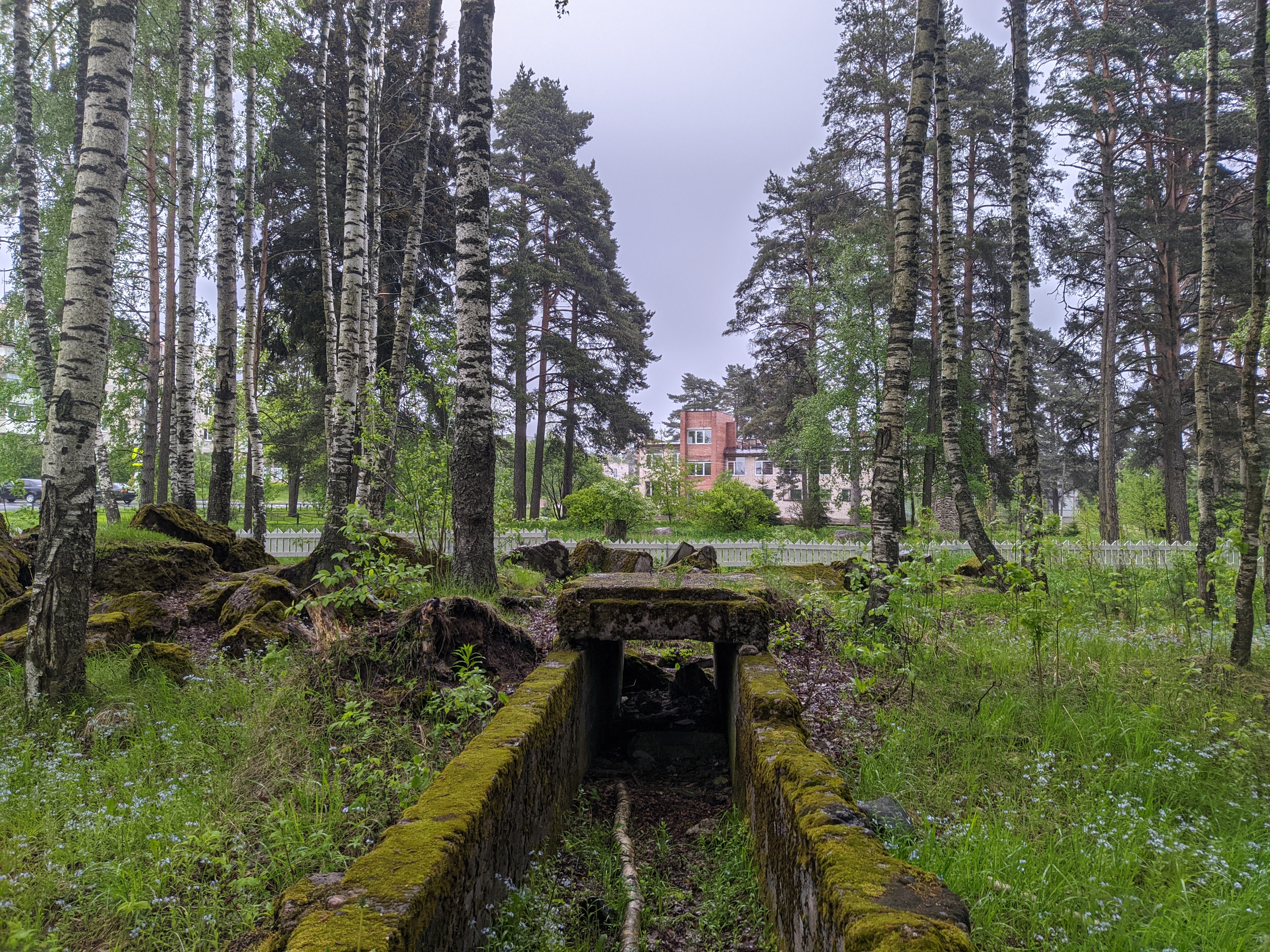
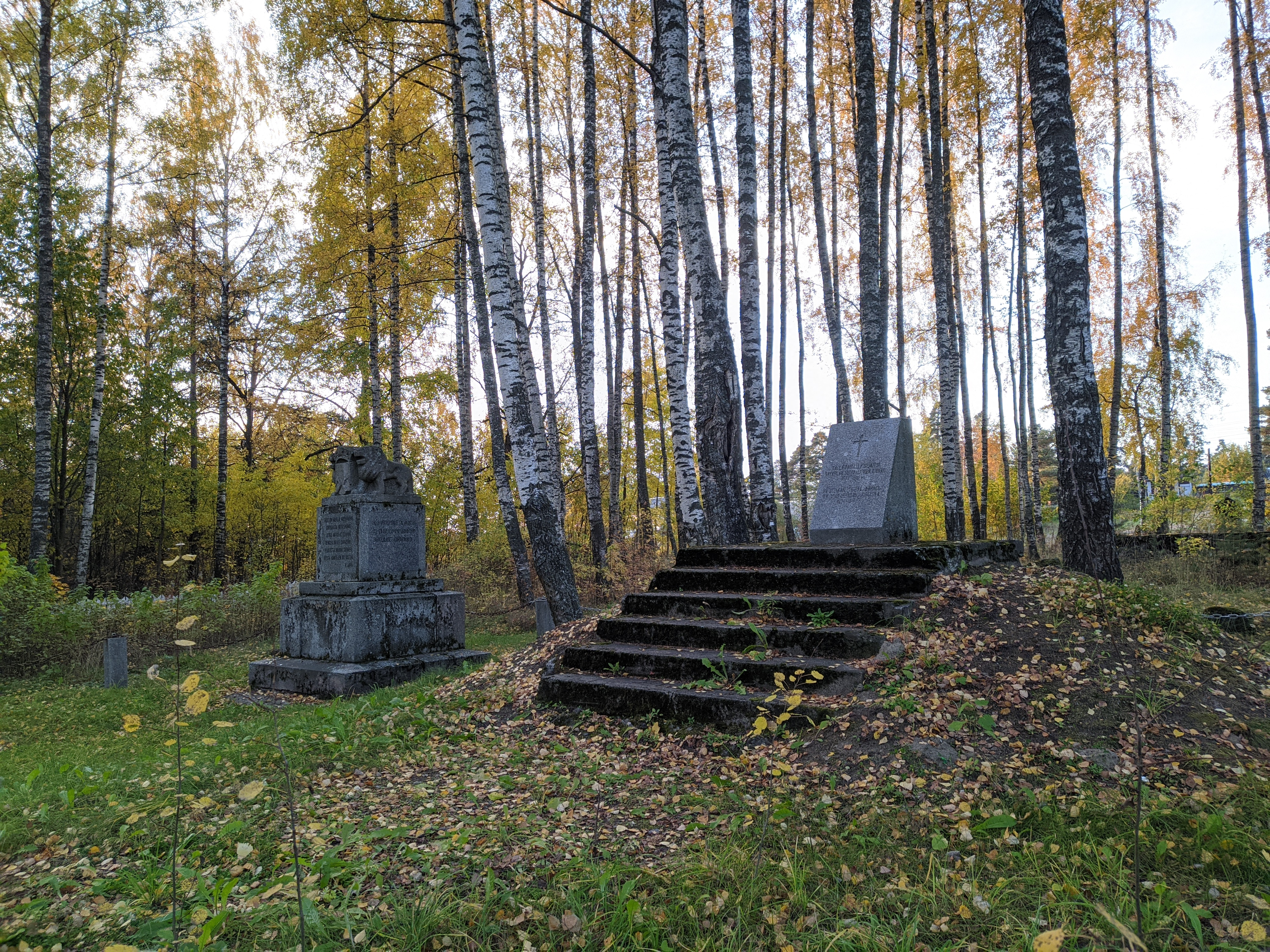
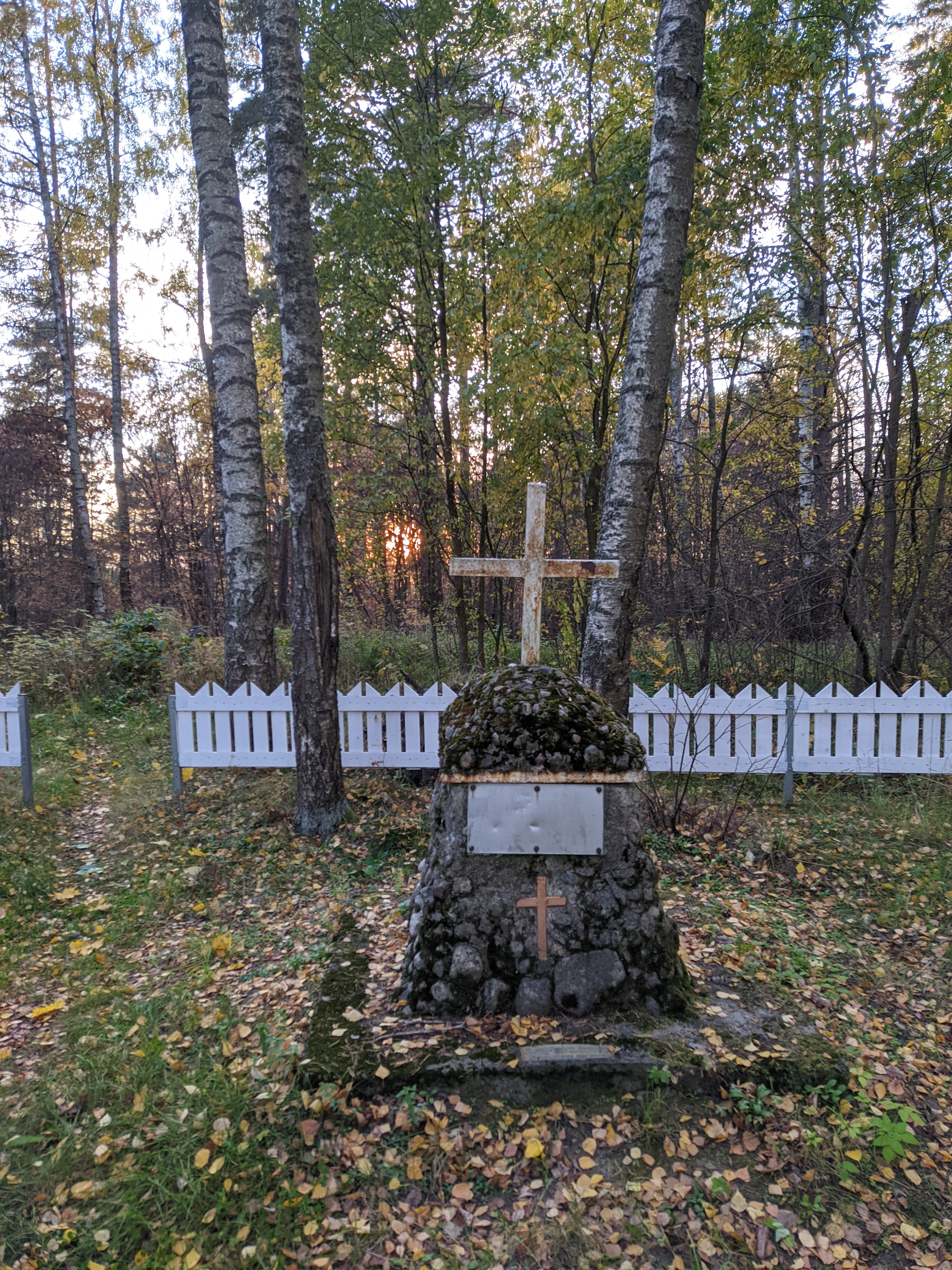